# Hydrellia harti
Hydrellia harti är en tvåvingeart som beskrevs av Cresson 1936. Hydrellia harti ingår i släktet Hydrellia och familjen vattenflugor. Inga underarter finns listade i Catalogue of Life.